# Campionati europei cadetti di scherma 2010
I Campionati europei cadetti di scherma del 2010 ("2010 European Cadets Fencing Championships") sono stati organizzati dalla Confederazione europea di scherma e si sono svolti ad Atene in Grecia, dal 2 al 7 marzo 2010.
Nel fioretto, si sono aggiudicati i titoli dei campionati europei il russo Kirill Lichagin, che ha battuto in finale il connazionale Nikita Nagaev, e l'italiana Francesca Palumbo che ha avuto la meglio sulla connazionale Camilla Mancini.
Nella spada l'italiano Marco Fichera ha battuto in finale il francese Houssam Elkord, ottenendo il titolo europeo cadetti maschile, mentre tra le donne l'italiana Alberta Santuccio ha superato la russa Tatiana Gudkova.
Nella sciabola il russo Kamil Ibragimov prevale sul tedesco Richard Hubers, mentre la magiara Kata Varhelyi ha battuto la russa Yana Egorian.
Nei campionati europei cadetti a squadre maschili, la nazionale russa ha prevalso nella finale del fioretto contro il Regno Unito, mentre la nazionale italiana ha vinto nella spada contro la formazione francese, ed infine la nazionale russa ha avuto la meglio sulla compagine tedesca nella sciabola.
Nei campionati europei cadetti a squadre femminili, la nazionale italiana ha prevalso nella finale del fioretto contro la Russia, la Russia ha vinto nella spada contro la compagine ucraina, ed infine la formazione magiara ha avuto la meglio sulla nazionale russa nella sciabola.

## Podi

### Uomini
| Specialità  | Oro                                                                    | Argento                                                                    | Bronzo                                                                  |
| Individuali |                                                                        |                                                                            |                                                                         |
| Fioretto    | Kirill Lichagin                                                        | Nikita Nagaev                                                              | Ilya Degtyarev Piero Franco                                             |
| Spada       | Marco Fichera                                                          | Houssam Elkord                                                             | Quentin Lucani Filippo Signani                                          |
| Sciabola    | Kamil Ibragimov                                                        | Richard Hubers                                                             | Marton Csaba Maximilian Kindler                                         |
| A squadre   |                                                                        |                                                                            |                                                                         |
| Fioretto    | Russia Pavel Borontov Ilya Degtyarev Kirill Lichagin Nikita Nagaev     | Regno Unito Kristjan Archer Kareem Cheriton Alexander Savin Alex Tofalides | Germania Georg Doerr Niklas Parchatka Mark Perelmann Niklas Uftring     |
| Spada       | Italia Simone Esposito Marco Fichera Andrea Santarelli Filippo Signani | Francia Meeidhy Corbion Yanael Defrance Houssam Elkord Quentin Lucani      | Germania Nikolaus Bodoczi Jens Frohnmuller Tim Kuchalski Simon Mangold  |
| Sciabola    | Russia Ivan Gavrilov Kamil Ibragimov Artur Okunev Maksim Starshinov    | Germania Thomas Gorzen Richard Hubers Maximilian Kindler Robin Schroedter  | Italia Leonardo Affede Francesco Aragona Alessio Cappetta Luca Curatoli |

### Donne
| Specialità  | Oro                                                                      | Argento                                                                               | Bronzo                                                                     |
| Individuali |                                                                          |                                                                                       |                                                                            |
| Fioretto    | Francesca Palumbo                                                        | Camilla Mancini                                                                       | Marie Mana Franziska Schmitz                                               |
| Spada       | Alberta Santuccio                                                        | Tatiana Gudkova                                                                       | Yulia Bakhareva Daria Strelnikov                                           |
| Sciabola    | Kata Varhelyi                                                            | Yana Egorian                                                                          | Alina Komashuk Anna Marton                                                 |
| A squadre   |                                                                          |                                                                                       |                                                                            |
| Fioretto    | Italia Camilla Mancini Francesca Palumbo Maria Priori Irene Spezzamonte  | Russia Viktoria Alekseeva Alime Rashidova Svetlana Tripapina Adelina Zagidullina      | Polonia Marika Chrzanowska Natalia Golebiowska Halina Ptak Zuzanna Sobczak |
| Spada       | Russia Yulia Bakhareva Valeria Dvinina Tatiana Gudkova Violetta Khrapina | Ucraina Nataly Bondarenko Vladlena Khavaldgie Kseniya Pantelyeyeva Veronika Shirshova | Italia Francesca Caciagli Sara De Alti Agnese Monarca Alberta Santuccio    |
| Sciabola    | Ungheria Klaudia Hammer Renata Katona Anna Marton Kata Varhelyi          | Russia Daria Antonova Yana Egorian Maria Ridel Tatiana Sukhova                        | Ucraina Alina Komashuk Olena Prokuda Maryna Semenko Anastasiya Yermolovych |